# Baetis oreophilus
Baetis oreophilus is een haft uit de familie Baetidae. De wetenschappelijke naam van de soort is voor het eerst geldig gepubliceerd in 1982 door Kluge.
De soort komt voor in het Palearctisch gebied.